# Алфеєва Лідія Миколаївна
Лідія Миколаївна Алфєєва (17 січня 1946, Дніпропетровськ, Українська РСР — 18 квітня 2022) — радянська легкоатлетка (стрибки в довжину), бронзовий призер Олімпійських ігор.

## Спортивна кар'єра
На Олімпійських іграх 1976 року в Монреалі Лідія Алфєєва завоювала бронзову медаль у стрибках в довжину з результатом 6,60 метрів. Через 4 роки на Олімпіаді в Москві вона зайняла 8 місце.
Чемпіонка Європи 1976 року в приміщенні в стрибках в довжину.
Чемпіонка СРСР 1974, 1975, 1976 років в стрибках в довжину.
У 1998 році указом Президента РФ нагороджена Орденом Пошани.